# Moralischer Legalismus
Als moralischen Legalismus bezeichnet man eine Moralvorstellung, welche auf Gesetzen und anderen Rechtsnormen beruht. Anstatt Gesetze auf der Basis von moralischen und universell-ethischen Prinzipien aufzubauen, wird beim moralischen Legalismus die Moral von Legalität abgeleitet oder mit dieser gleichgesetzt. 
Vom moralischen Legalismus ist auch der Gesetzesappell (lateinisch argumentum ad iuris, englisch appeal to the law) in der Rhetorik abgeleitet.

## Beispiele
- Der Protest gegen das politische Regime wurde verboten. Also ist der Protest unmoralisch.
- Das Hintergehen des Ehepartners mit einem Seitensprung ist gesetzlich erlaubt. Also ist es moralisch in Ordnung.
- Das Glücksspiel ist verboten, aber Sportwetten sind gesetzlich erlaubt. Also sind Glücksspiele nur dann moralisch, wenn der Staat daran verdient.
- Schneeballsysteme sind verboten, aber Netzwerk-Marketing ist erlaubt. Also sind erstere amoralisch und letzteres ist wünschenswert.